# Милорад Спасојевић
Милорад Спасојевић (Беране, 25. јул 1908 — Београд, 20. август 1988) био је југословенски и српски глумац.

## Биографија
Основну школу похађао је у Пећи, а гимназију је завршио у Нишу. У Културно-уметничком друштву „Абрашевић“ је наступао као глумац аматер, да би 1. августа 1928. године почео да се бави глумом професионално у Повлашћеном позоришту под управом Душана Животића у Врњачкој бањи. Спасојевић је био члан многих путујућих позоришта, под управом Н. Бановића, Јоксимовића и поново Д. Животића од 1930. године, све до Другог светско рата. У периоду од 1935. до 1937. године био је члан Народног позоришта у Нишу и Позоришта Удружења драмских глумаца од 1937. до 1939. године. За време Другог светско рата наступао је на мањим београдским позорницама под управама П. Штола, И. Торђанског, а радио је као чиновник Државног архива Народне библиотеке у Београду.
Од ослобођења Југославије био је ангажован у великом броју позоришта широм земље и то у:
- Народном позоришту у Београду (1944—1945)
- Народном позоришту у Вршцу (1945—1956)
- Народном позоришту у Ужицу (1946—1947)
- Радио драми у Београду (1947—1948)
- Народном позоришту у Приштини (1948—1949)
- Народном позоришту у Врању (1949—1950)
- Народном позоришту у Сарајеву (1950—1951)
- Српском народном позоришту у Новом Саду (1951—1952)
- Народном позоришту на Цетињу (1952—1953)
- Народном позоришту у Никшићу (1953—1954)
- Народном позорушту Бања Луке (1945—1955)
- Народном позоришту Тузла (1955—1960)
- Црногорском народном позоришту у Титограду (1960—1961)
- Народном позоришту у Зрењанину (1961—(1962) и у
- Народном позоришту у Тузли (1962—1964)

Спасојевић је био оснивач послератних позоришта у Вршцу и Ужицу, а једно време и члан Југословенског драмског позоришта .
Током своје богате каријере, наступао је у разноврсним репертоарима. Доживео је велике успехе тумачећи романтичне и реалистичне ликове у домаћим представама, нарочито у Нушићевим, али и у доста карактерних улога у руском репертоару. Горски вијенац је снимио на грамофонске плоче и тумачио га на гостовањима у читавој земљи.
Током позоришне каријере играо је велики број улога, а посебне за које је добио велика признања су : Неко (Ивкова слава), Надзорник затвора, Први стражар (Број 72), Иво Црнојевић (Максим Црнојевић), Писар (Дорћолска посла), Теча Панта (Госпођа министарка), Лурцион (Хвалисави војник).
 У свету филма се први пут појавио 1959. године, када је добио улогу у југословенском филму Влак без возног реда и у филмовима Лелејска гора и Срамно лето у којима је остварио најзначајније филмске улоге у каријери.
Милорадова жена је била Јелена Спасојевић позоришна кројачица, кћерка позната српска глумица Неда Спасојевић (1941—1981), а унука Исидора Минић му се такође бави глумом. Милорад је преминуо је 20. августа 1988. године у Београду.

## Филмографија
| Год.   | Назив                               | Улога                       |
| ------ | ----------------------------------- | --------------------------- |
| 1950-е |                                     |                             |
| 1959.  | Влак без возног реда                | Мартин, неожењени колониста |
| 1960-е |                                     |                             |
| 1966.  | Топле године                        |                             |
| 1967.  | Дим                                 |                             |
| 1967.  | Кад будем мртав и бео               | новинар                     |
| 1968.  | Лелејска гора                       | Иван Видрић                 |
| 1969.  | Срамно лето                         |                             |
| 1969.  | Дарови моје рођаке Марије (ТВ филм) | Илија                       |
| 1970-е |                                     |                             |
| 1975.  | Ђавоље мердевине (ТВ серија)        |                             |
| 1975.  | Сведоци оптужбе (ТВ филм)           |                             |
| 1977.  | Хајка (ТВ филм)                     |                             |
| 1979.  | Осма офанзива (ТВ серија)           |                             |